# Mateusz Dziurzyński
Mateusz Dziurzyński (ur. 1865 roku – zm. 13 kwietnia 1931 w Sosnowcu) – robotnik, polityk Ligi Narodowej i NZR. Poseł do II Dumy Imperium Rosyjskiego; członek Rady Stanu.

## Życiorys
Syn Kazimierza. Ukończył niedzielną szkołę rzemieślniczą. W 1879 założył wśród rówieśników Kółko pomocy powstańcom wracającym z Sybiru i unitom. Odbył obowiązkową służbę w wojsku rosyjskim. 
Pracował na Kolei Warszawsko-Wiedeńskiej. W 1913, po wykupieniu kolei przez państwo, został zwolniony. Następnie pracował (do śmierci) jako kotlarz w Sosnowcu. Był współwłaścicielem drukarni "Praca" w Sosnowcu.
Członek Ligi Narodowej. Brał udział w nielegalnej akcji oświatowej. Wybrany na delegata do Muzeum Narodowego w Rapperswillu. W 1900 aresztowany za działalność patriotyczną i osadzony w X Pawilonie Cytadeli Warszawskiej. Skazany na rok twierdzy pietropawłowskiej i dwuletnie zesłanie w głąb Rosji. Powrócił do kraju w 1904 i wziął udział w założeniu i organizacji Narodowego Związku Robotniczego. Zasiadał w kierowniczych gremiach NZR. W latach 1905–06 działa na rzecz praw języka polskiego. W 1906 roku wybrany z guberni piotrkowskiej do II Dumy Imperium Rosyjskiego, gdzie został członkiem Koła Polskiego. W 1909 był jednym z założycieli spółki mającej wydawać "Gazetę Częstochowską". W 1915 był czołowym działaczem Zjednoczenia Stronnictw Niepodległościowych na terenie Zagłębia Dąbrowskiego. Od powstania polskiego sądu pokoju w Sosnowcu w 1917 był jego ławnikiem. W 1918 mianowany na członka Rady Stanu. Przez kilkanaście lat zasiadał w Radzie Miejskiej w Sosnowcu.